# Fernando Galembeck
Fernando Galembeck (São Paulo, 21 de janeiro de 1943) é um químico brasileiro. Galembeck foi professor da Universidade de Campinas (Unicamp), onde trabalhou também com pesquisa.

## Carreira
Fernando Galembeck graduou-se em Química pela Universidade de São Paulo (USP), onde também fez o doutorado. Em 1980 ingressou como professor na Unicamp, onde aposentou-se como professor titular em 2011, seguindo em atividades enquanto colaborador. Possui uma ampla trajetória de pesquisa em desenvolvimento e inovação de materiais.
Em 2010, Galembeck apresentou uma das linhas de pesquisa da equipe que chefiou na Unicamp. Voltada para o aproveitamento de eletricidade da atmosfera, a higroeletricidade, em condições de elevada umidade, trabalho que despertou a atenção da comunidade científica internacional. O equipamento produz uma quantidade de energia equivalente a 0,000001% da produzida em uma mesma área por uma célula solar, sua viabilidade sendo ainda assunto de debate na comunidade científica.

Em 1997 foi agraciado com o Prêmio Fritz Feigl, em 2011 com o Prêmio Anísio Teixeira e em 2020 com o Prêmio da Companhia Brasileira de Metalurgia e Mineração (CBMM) na área de tecnologia.